# Unione Sudamericana Emigrati Italiani
Unione Sudamericana Emigrati Italiani (USEI) è un partito politico italiano che ha sede in Argentina, che si prefigge di tutelare gli interessi delle comunità di cittadini italiani residenti all'estero (particolarmente quelle sudamericane).

## Storia

### La nascita
Il partito è stato fondato nel 2006 da Eugenio Sangregorio, imprenditore calabrese (originario di Belvedere Marittimo) emigrato alla maggiore età a Buenos Aires.
Fin dalla fondazione l'USEI prende parte alle elezioni politiche italiane, presentando le proprie liste esclusivamente nella circoscrizione estera dell’America meridionale, sia alla Camera che al Senato.

#### Elezioni politiche del 2006
L'esordio dell'USEI avviene alle elezioni politiche del 2006; le liste di Camera e Senato ottengono rispettivamente l'1,46% (14 205 voti) e l'1,41% (12 552 voti), risultati discreti che non consentono di eleggere alcun parlamentare.
Lo stesso Sangregorio, candidato alla Camera dei Deputati, non viene eletto.

#### Elezioni politiche del 2008
Alle elezioni politiche del 2008 l'USEI non presenta proprie liste, ma stipula un accordo con l'Unione di Centro: Eugenio Sangregorio è candidato alla Camera nelle liste dell'UDC in America meridionale; nonostante le 28.000 preferenze personali non viene tuttavia eletto, in quanto non scatta il seggio.

#### Elezioni politiche del 2013
Alle elezioni politiche del 2013 il partito, come già avvenuto nel 2006, presenta proprie liste sia alla Camera sia al Senato.
In quest'occasione conquista un seggio alla Camera dei deputati, spettante a Renata Bueno (una italo-brasiliana, figlia di Rubens Bueno, esponente del Partito Popolare Socialista del Brasile) che ottiene 18.077 preferenze, battendo Eugenio Sangregorio, fermo a 11.738 preferenze, che resta nuovamente fuori dal Parlamento.

#### Elezioni politiche del 2018
Ripresentatosi alle elezioni politiche del 2018 con liste per entrambi i rami del Parlamento, l'USEI riesce a esprimere Eugenio Sangregorio alla Camera dei deputati e Adriano Cario al Senato della Repubblica, entrambi candidati nella ripartizione America Meridionale. Entrambi aderiscono al Gruppo misto nelle rispettive camere: Sangregorio nella componente Noi con l'Italia-USEI di Montecitorio e Cario alla componente USEI. 
Il 24 maggio 2018 il senatore Adriano Cario abbandona il partito e passa al MAIE.
Sangregorio si astiene nel voto di fiducia al Governo Conte I e il 18 dicembre 2019 aderisce alla nuova componente "Noi con l'Italia-USEI-Cambiamo!-Alleanza di Centro".
Nell'ottobre 2021 la Giunta delle elezioni e delle immunità parlamentari ha approvato all'unanimità la proposta di dichiarare contestata l'elezione del senatore Cario, eletto nelle liste dell'USEI, a causa di presunti brogli elettorali nelle schede e nelle votazioni. Il 2 dicembre 2021 l'aula del Senato ha votato, a scrutinio segreto, in merito a un ordine del giorno che chiedeva la mancata convalida dell'elezione di Cario; la votazione si è conclusa con 132 favorevoli, 126 contrari e 6 astenuti e, di conseguenza, in tale data Adriano Cario è decaduto dalla carica di senatore. A seguito di tale decisione, il Senato ha dovuto decidere sull'attribuzione del seggio tra Fabio Porta, candidato più votato del Partito Democratico che aveva in primis contestato l'elezione di Cario, e Francisco Fabian Nardelli, primo dei non eletti dell'USEI. Il 12 gennaio successivo Porta viene dichiarato senatore: l'USEI decide quindi di presentare ricorso.

## Risultati elettorali
| Elezione                                      | Elezione | Voti     | %        | Seggi  |
| --------------------------------------------- | -------- | -------- | -------- | ------ |
| Politiche 2006                                | Camera   | 14 205   | 1,46     | 0 / 12 |
| Politiche 2006                                | Senato   | 12 552   | 1,41     | 0 / 6  |
| Politiche 2008                                | Camera   | Nell'UDC | Nell'UDC | 0 / 12 |
| Politiche 2008                                | Senato   | Nell'UDC | Nell'UDC | 0 / 6  |
| Politiche 2013                                | Camera   | 44 024   | 4,47     | 1 / 12 |
| Politiche 2013                                | Senato   | 38 223   | 4,27     | 0 / 6  |
| Politiche 2018                                | Camera   | 65 363   | 6,05     | 1 / 12 |
| Politiche 2018                                | Senato   | 65 069   | 6,56     | 1 / 6  |
| Politiche 2022                                | Camera   | 73 241   | 6,75     | 0 / 8  |
| Politiche 2022                                | Senato   | 55 875   | 5,13     | 0 / 4  |
| Dati relativi alla sola circoscrizione Estero |          |          |          |        |